# Le Temps (revue littéraire)

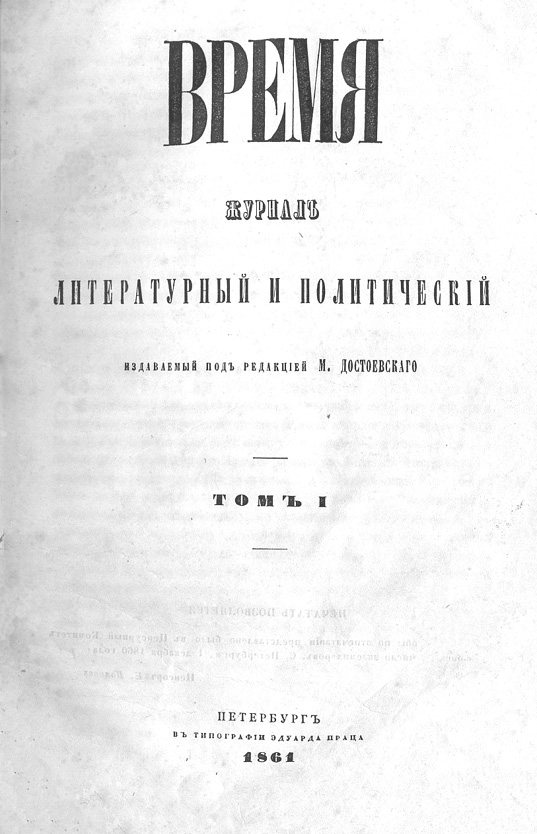
Couverture du premier numéro, publié par Mikhaïl Dostoïevski en janvier 1861.

Le Temps (Время, Vremia) est une revue mensuelle politico-littéraire d'une trentaine de pages en moyenne éditée à Saint-Pétersbourg par les frères Mikhaïl et Fiodor Dostoïevski entre 1861 et mai 1863. 
Cette revue réunit des personnalités autour d'Apollon Grigoriev et Fiodor Dostoïevski favorables au potchvennitchestvo (idéologie patriotique comprise dans le slavophilisme). On remarque les signatures de Vsevolod Krestovski, Nikolaï Strakhov, Apollon Maïkov, Iakov Polonski, Nikolaï Nekrassov, Mikhaïl Saltykov-Chtchedrine, Nicolas Pomialovski, etc.
Elle prolonge la ligne artistique et littéraire de la jeune rédaction du Moscovite en se prononçant contre l'esthétisme (« l'art pour l'art »). 
Avec son culte spécifique pour Alexandre Pouchkine et Alexandre Ostrovski, elle n'est pas adepte de « l'art pour la vie », formule défendue par la rédaction du Contemporain. Le Temps est une caisse de résonance du slavophilisme contre l'aristocratie foncière et contre la noblesse cultivée appartenant à l'élite de l'administration. La revue est également opposée à l'anglomanie aristocratique et à la ligne du Messager russe. De plus, Le Temps est favorable aux libertés individuelles, à la liberté de la presse et du commerce, à la lutte contre l'illettrisme et à une plus grande diffusion de l'instruction. La revue s'oppose aux éléments révolutionnaires du Contemporain et de Rousskoe slovo ; des premiers, il se distingue du culte de la Russie médiévale précapitaliste, du culte du retour au peuple, de ses liens avec la philosophie occidentale, en particulier avec l'idéalisme allemand ou le rationalisme. Elle est favorable aux préoccupations des milieux des négociants et de la petite bourgeoisie, à la culture patriarcale, à l'âme de la Russie éternelle.
La revue est obligée par la censure d'arrêter de paraître le 24 mai 1863, à cause d'un article de Nikolaï Strakhov (1828-1896) au sujet de l'insurrection polonaise de 1861-1864. La revue est suivie par L'Époque, qui paraît en 1864 et 1865, mais qui ne rencontre pas le même succès.
Fiodor Dostoïevski fait paraître dans les premiers numéros de 1861 Humiliés et offensés et de l'automne 1861 à la fin de 1862 Souvenirs de la maison des morts. La revue connaît un grand succès (près de 5 000 abonnés à la fin de sa parution, un chiffre très important pour l'époque) et apporte la notoriété à Dostoïevski, qui peut grâce à cela effectuer un voyage en Europe à l'été 1862 dont il rapporte les impressions dans la revue en février 1863: Notes d'hiver sur impressions d'été.